# Tok'ra
Tok'ra su izmišljeni likovi iz američke serije SG-1. Oni predstavljaju najveće neprijatelje Goa'ulda. U prijevodu s goa'uldskog jezika Tok Ra znači protiv "Ra". Cilj im je uništiti Sistemske Lordove i promijeniti običaje carstva.

## Nastanak
Prije dvije tisuće godina goa'uldska kraljica Egeria je otkrila pravu narav svoje vrste te se odlučila okrenuti protiv pravila Raa i Sistemskih Lordova. Svi njezini potomci su genetski promijenjeni da slijede njezine ideale. Za razliku od Goa'ulda koji nasilno uzimaju ljude za sluge, Tok'ra i ljudi imaju istinski simbiontski odnos. Naime, ljudi se dobrovoljno javljaju za sluge. Za uzvrat dobivaju dva puta duži životni vijek jer simbiont ima moć iscjeljivanja kao i svo znanje koje simbiont posjeduje. Simbiont inače ima genetičko pamćenje, tako da se svo Goa'uldsko znanje prenosi na simbionta odmah po rođenju. Tok'ra simbiont i njegov sluga pored tijela dijele i osjećanja i sjećanja. Pošto je kraljica koja je rodila Tok're mrtva, a i zbog činjenice da im je zbog njihovih pravila teško pronaći slugu, Tok're polako izumiru. Tok're su vođene od strane Tok'ra Velikog Vijeća.

## Način borbe
Goa'uldi ih preziru. Rade u tajnosti, u pravilu preko ubačenih prikrivenih operativaca u redove Sistemskih Lordova. Da bi održali tajnost primorani su se stalo sakrivati i mijenjati planete na kojima žive. Najčešće svoje odaje imaju ispod zemlje, a izgrađuju ih uz pomoć kristala koji imaju ubrzan rast. To je jedna od tehnologija koje Goa'uldi bezuspješno pokušavaju ukrasti, jer su kristalni tuneli takve prirode da je njihov rast brz i po potrebi se mogu urušiti sami u sebe ne ostavljajući tragove.